# Saint-Martin-de-Connée
Saint-Martin-de-Connée är en kommun i departementet Mayenne i regionen Pays de la Loire i nordvästra Frankrike. Kommunen ligger i kantonen Bais som tillhör arrondissementet Mayenne. År 2018 hade Saint-Martin-de-Connée 421 invånare.

## Befolkningsutveckling
Antalet invånare i kommunen Saint-Martin-de-Connée
| Referens: INSEE |